# Kanton Saint-André-de-Valborgne

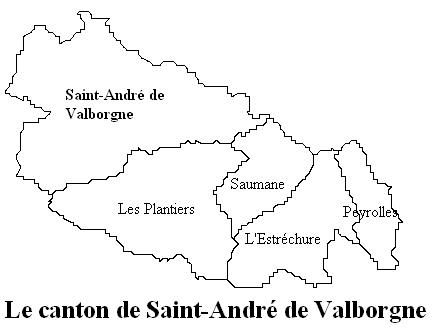
Gemeinden im ehemaligen Kanton

Der Kanton Saint-André-de-Valborgne war bis 2015 ein französischer Wahlkreis im Arrondissement Le Vigan, im Département Gard und in der Region Languedoc-Roussillon. Er hatte den Hauptort Saint-André-de-Valborgne und wurde 2015 im Rahmen einer landesweiten Neugliederung der Kantone aufgelöst.

## Gemeinden
Der Kanton umfasste Wahlberechtigte aus fünf Gemeinden:
| Gemeinde                 | Einwohner Jahr | Fläche km² | Bevölkerungsdichte | Code INSEE | Postleitzahl |
| ------------------------ | -------------- | ---------- | ------------------ | ---------- | ------------ |
| L’Estréchure             | 168 (2013)     | 19,34      | 9 Einw./km²        | 30108      | 30124        |
| Peyrolles                | 40 (2013)      | 8,29       | 5 Einw./km²        | 30195      | 30124        |
| Les Plantiers            | 226 (2013)     | 30,83      | 7 Einw./km²        | 30198      | 30122        |
| Saint-André-de-Valborgne | 416 (2013)     | 48,71      | 9 Einw./km²        | 30231      | 30940        |
| Saumane                  | 260 (2013)     | 12,14      | 21 Einw./km²       | 30310      | 30125        |